# Mariensäule (Pfaffenhofen an der Ilm)

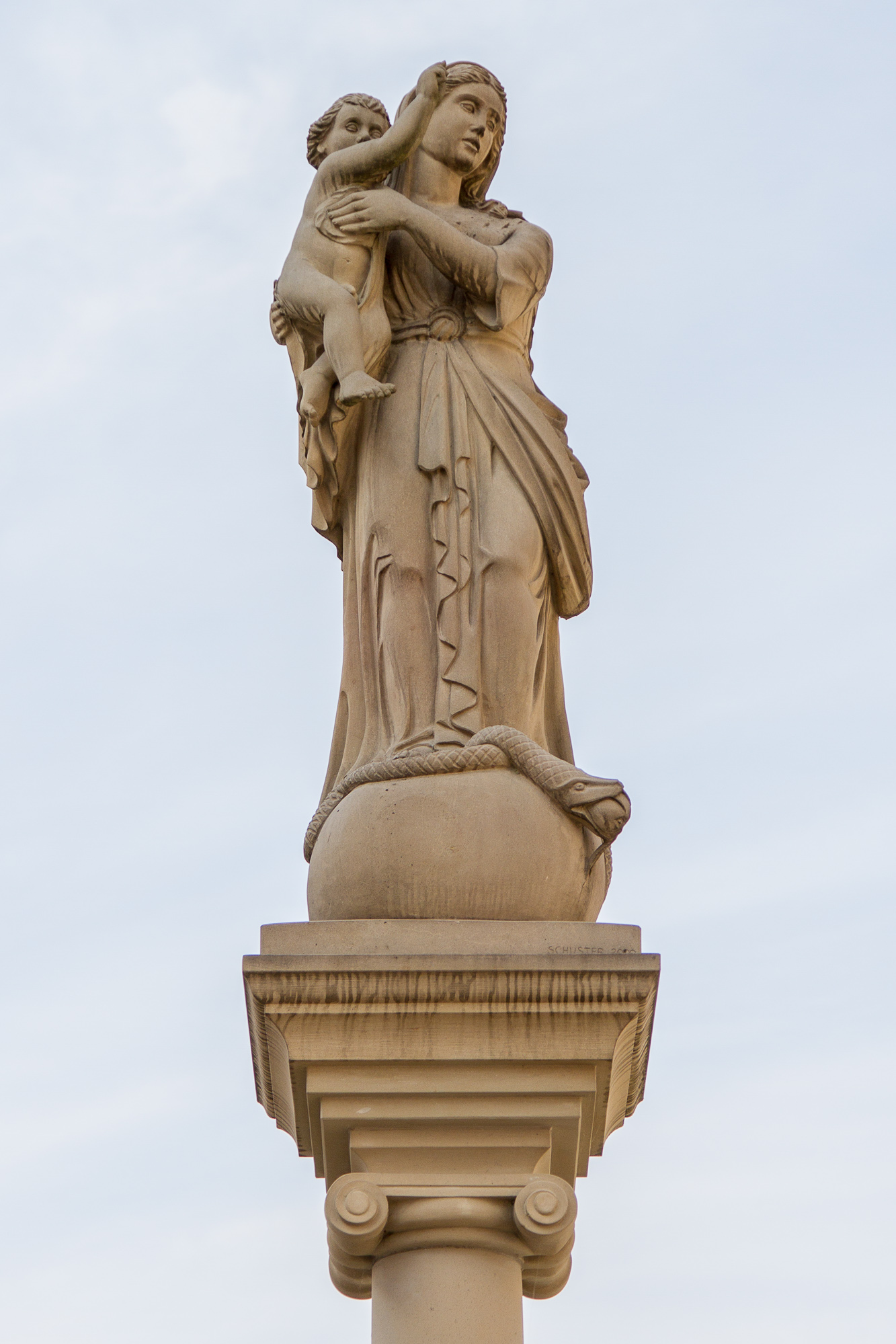
Mariensäule in Pfaffenhofen an der Ilm

Die Mariensäule in Pfaffenhofen an der Ilm, einer Stadt im oberbayerischen Landkreis Pfaffenhofen an der Ilm, wurde 1833 aufgestellt. Die Mariensäule an der Frauenstraße gehört zu den geschützten Baudenkmälern in Bayern.
Auf der 1974/75 erneuerten Sandsteinsäule steht die Figur der Maria Immaculata mit Kind, die den Kopf einer Schlange zertritt. Die heutige Marienfigur ist eine Nachbildung der um 1800 von Christoph Wachter geschaffenen Skulptur.